# داميان ويلسون
داميان ويلسون (بالإنجليزية: Damien Wilson)‏ هو لاعب كرة قدم أمريكية أمريكي، ولد في 28 مايو 1993 في ليبرتي في الولايات المتحدة.

## وصلات خارجية
- داميان ويلسون على موقع مرجع كرة القدم المحترفة.كوم (الإنجليزية)